# Rainer Zobel
Rainer Zobel (Wrestedt, 3 novembre 1948) è un ex calciatore e allenatore di calcio tedesco, di ruolo centrocampista.

## Carriera

### Giocatore
Ha militato con l'Hannover 96 dal 1968 al 1970, prima di passare al Bayern Monaco. 
In sei anni coi bavaresi seppe vincere tre Bundesliga, una Coppa di Germania, tre Coppe dei Campioni e una Coppa Intercontinentale.

### Allenatore
Dal 1987 ha iniziato ad allenare, guidando molte squadre in tre continenti diversi.

## Palmarès

### Giocatore

#### Competizioni nazionali
- Campionato tedesco: 3

Bayern Monaco: 1972, 1973, 1974
- Coppa di Germania: 1

Bayern Monaco: 1970-1971

#### Competizioni internazionali
- Coppa dei Campioni: 3

Bayern Monaco: 1974, 1975, 1976
- Coppa Intercontinentale: 1

Bayern Monaco: 1976

### Allenatore
- Fußball-Regionalliga: 1

TeBe Berlino: 1995-1996